# Dolina Złomisk

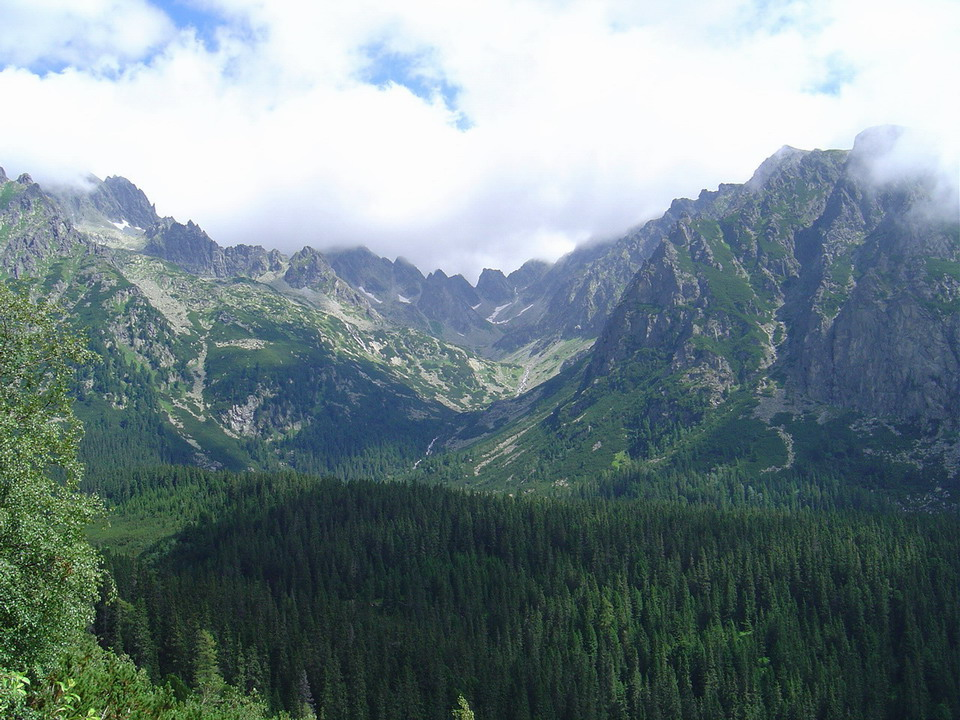
Dolina Złomisk

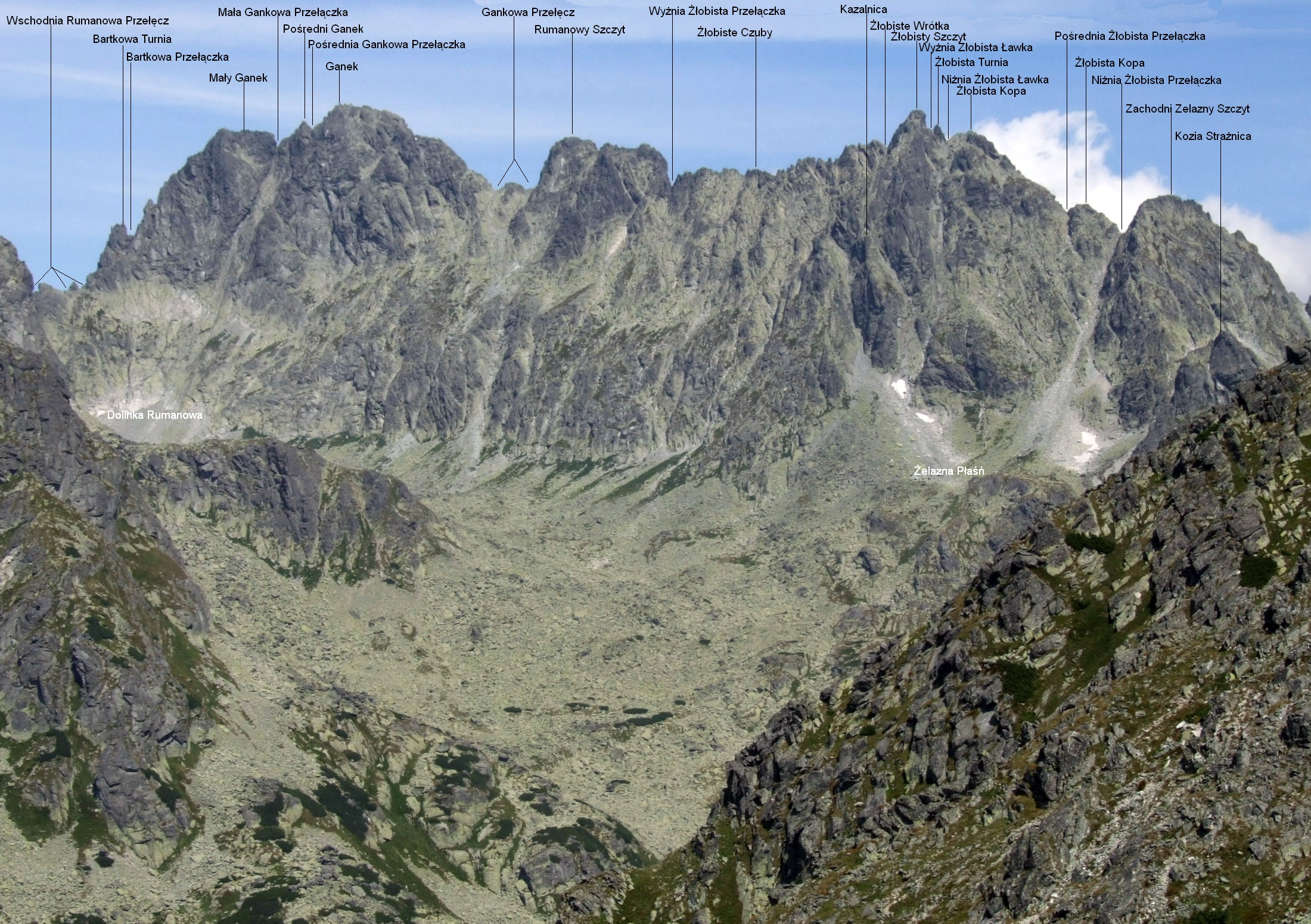
Górne piętro Doliny Złomisk i szczyty grani głównej

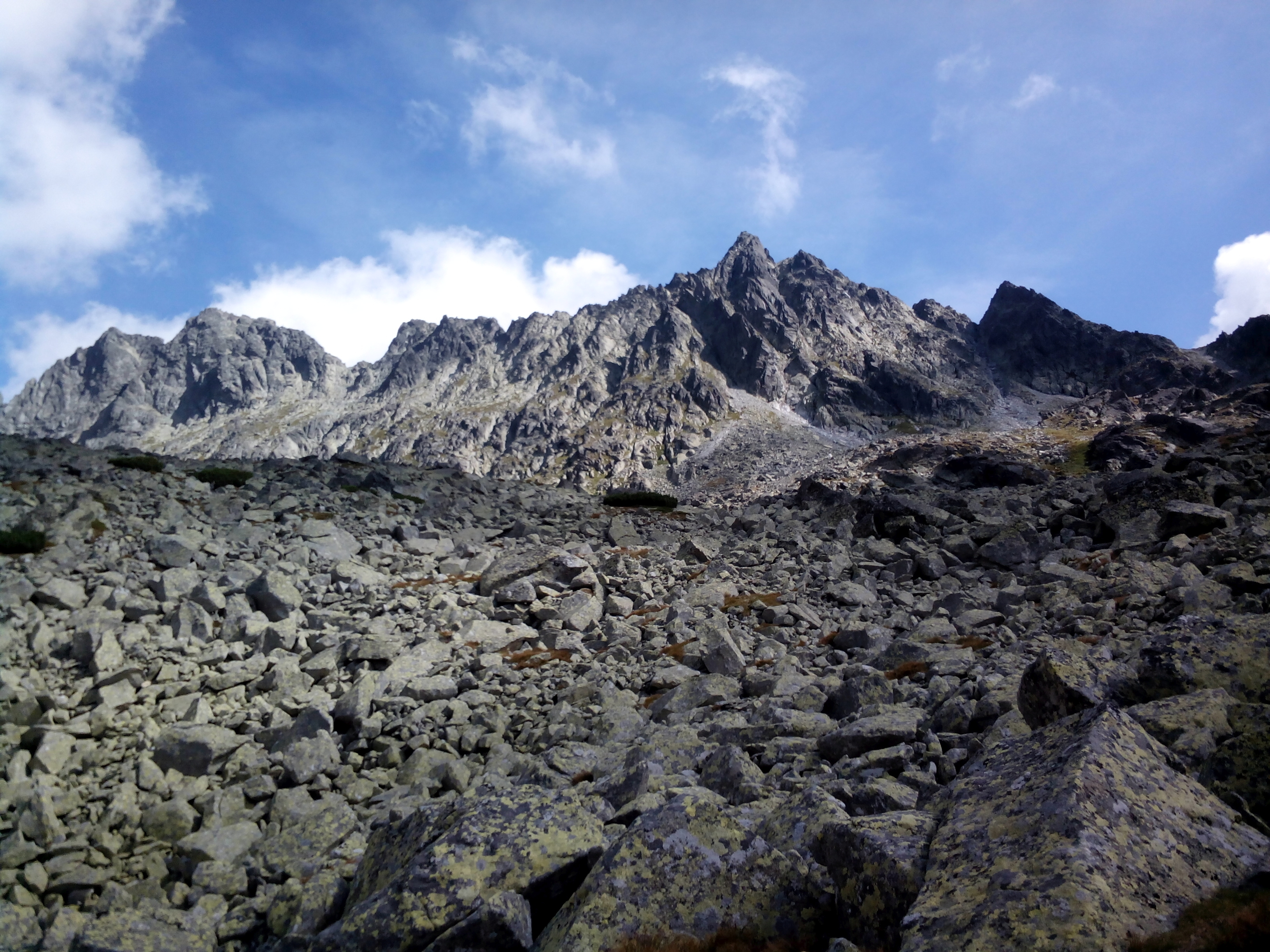

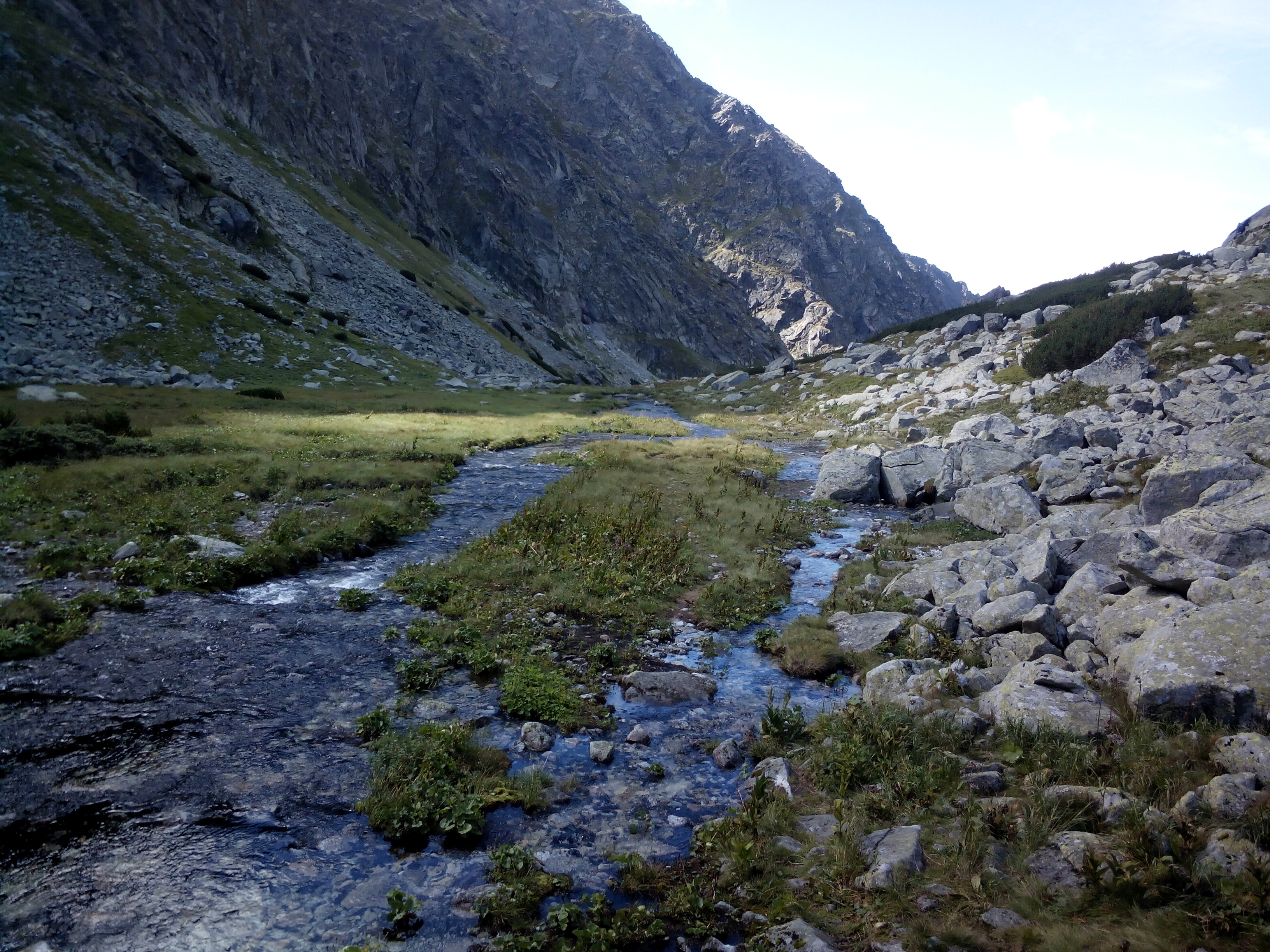
Dolna część Doliny Złomisk

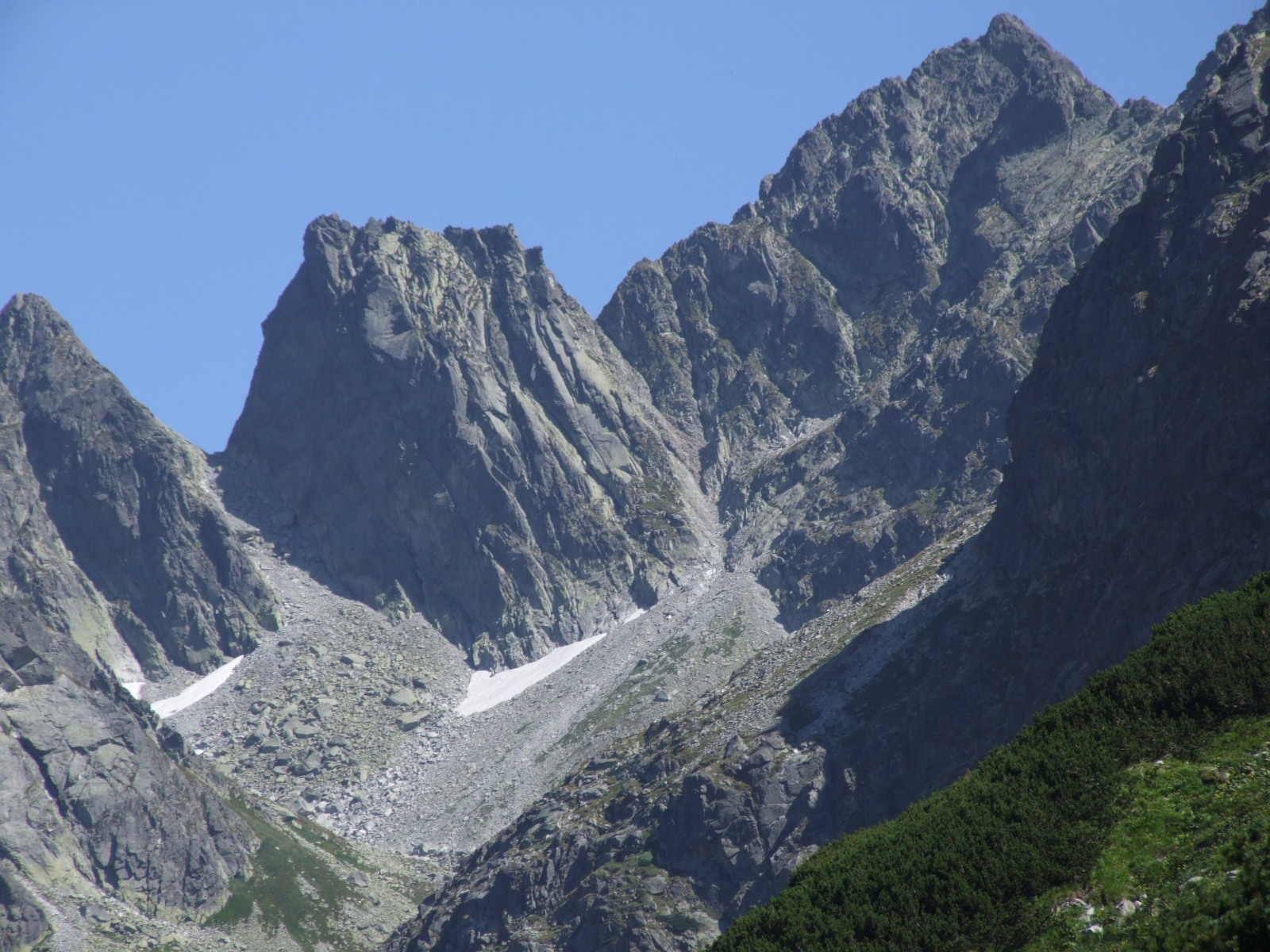
Żelazne Wrota nad Doliną Złomisk

Dolina Złomisk, Złomiska (słow. Zlomisková dolina, Zlomiská, dolina Zlomísk, niem. Trümmertal, Mengsdorfer Trümmertal, węg. Omladék-völgy, Menguszfalvi Omladék-völgy) – dolina w słowackich Tatrach Wysokich będąca północno-wschodnim odgałęzieniem Doliny Mięguszowieckiej (Mengusovská dolina).

## Topografia
Jest największym odgałęzieniem Doliny Mięguszowieckiej. Zazwyczaj uważa się, że odgałęzia się od niej za Popradzkim Stawem (Popradské pleso), ale w hydrologicznym sensie Dolina Złomisk ciągnie się jeszcze 2 km niżej.
Granice Doliny Złomisk
- od zachodu grań od Ciężkiego Szczytu przez Popradzka Grań, Smoczą Grań po Limbowiec. Grań ta oddziela Dolinę Złomisk od głównego ciągu Doliny Mięguszowieckiej;
- od północnego zachodu grań główna Tatr na odcinku od Ciężkiego Szczytu po Mały Ganek;
- od północnego wschodu grań główna Tatr od Ganku po Zmarzły Szczyt;
- od wschodu grań Kończystej i jej południowe przedłużenie przez Tępą po masyw Osterwy[2].

OdgałęzieniaW środkowej części odgałęzia się od niej Dolinka Smocza, w wyższych partiach dolina rozgałęzia się na 3 mniejsze dolinki boczne będące kotłami lodowcowymi: Zmarzłą Kotlinę (Ľadová kotlina), Żelazną Kotlinę (Železná kotlina) i Dolinkę Rumanową (Rumanova dolinka). W środkowej części wyróżnia się jeszcze Złomiską Zatokę (kotlina pod Dračím sedlom).

## Opis doliny
Dolina ma długość ok. 2,5 km, a jej powierzchnia wynosi ok. 4,5 km². Znajduje się w niej Zmarzły Staw Mięguszowiecki (Ľadové pleso v Zlomiskách), a w bocznych dolinkach położone są jeszcze inne stawy: Rumanowe Stawy, Smoczy Staw, Mały Smoczy Staw i Smocze Oka. Przez dolinę płynie wypływający ze Zmarzłego Stawu Zmarzły Potok (Ľadový potok), który wpada do Popradzkiego Stawu. Największa część doliny rozpościera się u podnóży Tępej. Na tym odcinku dno doliny jest mało strome i jest na nim poziomy odcinek – Złomiska Rówień. Od północnego wschodu wznosi się nad nią skalisty próg, za którym jest Zmarzła Kotlina, a powyżej niej Żelazna Kotlina. W kierunku zachodnim odgałęzia się Dolinka Smocza i Złomiska Zatoka, a za nią Dolinka Rumanowa będąca najdalej na zachód wysuniętym odgałęzieniem Doliny Złomisk.
Dolną partię doliny przecina Magistrala Tatrzańska przechodząca z Doliny Wielkiej Huczawy przez Przełęcz pod Osterwą (Sedlo pod Ostrvou, 1959 m). Przez dolinę prowadzi ścieżka na przełęcz Wschodnie Żelazne Wrota, dawniej była ona znakowana. Pod koniec XIX wieku Christian Hohenlohe miał tutaj swoje terytorium łowieckie i w dolnej części doliny budował ścieżki myśliwskie.
Nazwa doliny pochodzi od tego, że zawalona jest dużą ilością skalnych złomów. Polski poeta Franciszek Henryk Nowicki w 1888 r. pisał: „Podziwiam trafność nazwy, jaką nadali tej dolinie górale”. Jej górną część pod Żelaznymi Wrotami, posępną i często również w lecie zawaloną śniegami przewodnicy zakopiańscy dawniej nazywali Pustą Doliną.

## Turystyka i taternictwo
Pierwszym potwierdzonym turystą w Dolinie Złomisk był B. Łoś z przewodnikiem Jędrzejem Walą starszym w 1860 r. Częściej turyści zaczęli się tu pojawiać po 1874 r., kiedy to odkryto przejście przez Żelazne Wrota. Zimą jako pierwsi dolinę odwiedzili Harry Berceli, Károly Jordán, Johann Franz senior i Paul Spitzkopf senior 11 kwietnia 1903 r. w drodze na Wysoką. Obecnie wejście do doliny dopuszczalne jest tylko dla taterników, a turystom przy sprzyjających warunkach atmosferycznych w towarzystwie przewodnika tatrzańskiego.
  – znakowana czerwono Magistrala Tatrzańska, prowadząca ze Szczyrbskiego Jeziora nad Popradzki Staw, a znad niego przez Przełęcz pod Osterwą do Doliny Batyżowieckiej.
- Czas przejścia od schroniska nad Popradzkim Stawem na Przełęcz pod Osterwą: 1:30 h, ↓ 45 min
- Czas przejścia z przełęczy nad Batyżowiecki Staw: 1:40 h w obie strony.

Wejście do Doliny Złomisk znajduje się przy czerwonym szlaku turystycznym na Przełęcz pod Osterwą. Jest tu słupek z tabliczką, na której jest napis: „Zakaz vstupu do prirodnej rezervacie...”. Przy nim odgałęzia się w północnym kierunku dobrze wydeptana ścieżka do Doliny Złomisk. Prowadzi wśród kosodrzewiny i limb i przecina koryto Zmarzłego Potoku. Powyżej kosodrzewiny, aby nie pogubić się na zawalonej kamieniami Złomiskiej Równi dalszą drogę wyznakowano kopczykami kamieni.